# Stanisław Patek

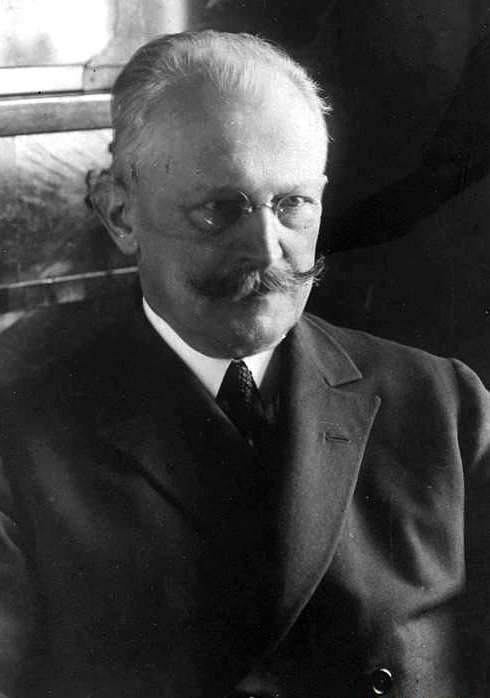
Stanisław Patek, 1932

Stanisław Jan Patek (* 1. Mai 1866; † 25. August 1944 in Warschau) war ein polnischer Jurist, Diplomat und Politiker. Patek wirkte in der Zweiten Polnischen Republik als Botschafter in den USA sowie polnischer Gesandter in der Sowjetunion und amtierte als Außenminister vom 13. Dezember 1919 bis 9. Juni 1920.